# 1879 az irodalomban
Az 1879. év az irodalomban.

## Események
- Budapesten Gyulai Pált megválasztják a Kisfaludy Társaság elnökének. Húsz évig tölti be ezt a tisztséget, 1899-ben lemond, akkor utódjává Beöthy Zsoltot választják meg.[1]

## Megjelent új művek
- Wilkie Collins: 
  - The Fallen Leaves
  - A Rogue's Life[2]
- Fjodor Dosztojevszkij: A Karamazov testvérek (Братья Карамазовы), 1879–1880
- Edmond de Goncourt regénye: Les Frères Zemganno
- George Meredith leghíresebb regénye: Az önző (The Egoist)
- August Strindberg szatirikus regénye: Röda rummet (A vörös szoba)
- Jules Vallès francia író regénye: L'Enfant (A gyermek), a Jacques Vingtras című önéletrajzi regénytrilógia (magyar címe Szemben a világgal) első része. A második rész: Le Bachelier (Belépek az életbe) 1881-ben, a harmadik: L’Insurgé (A lázadó) 1886-ban jelent meg[3]
- Jules Verne regényei:
  - A bégum ötszázmilliója (Les cinq cents millions de la Bégum)
  - Egy kínai viszontagságai Kínában (Les tribulations d’un chinois en Chine)

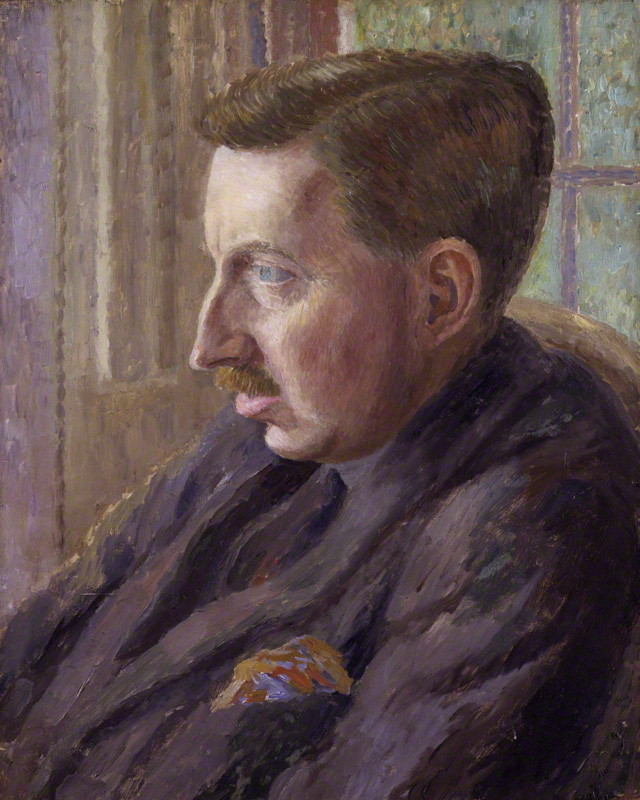
E. M. Forster

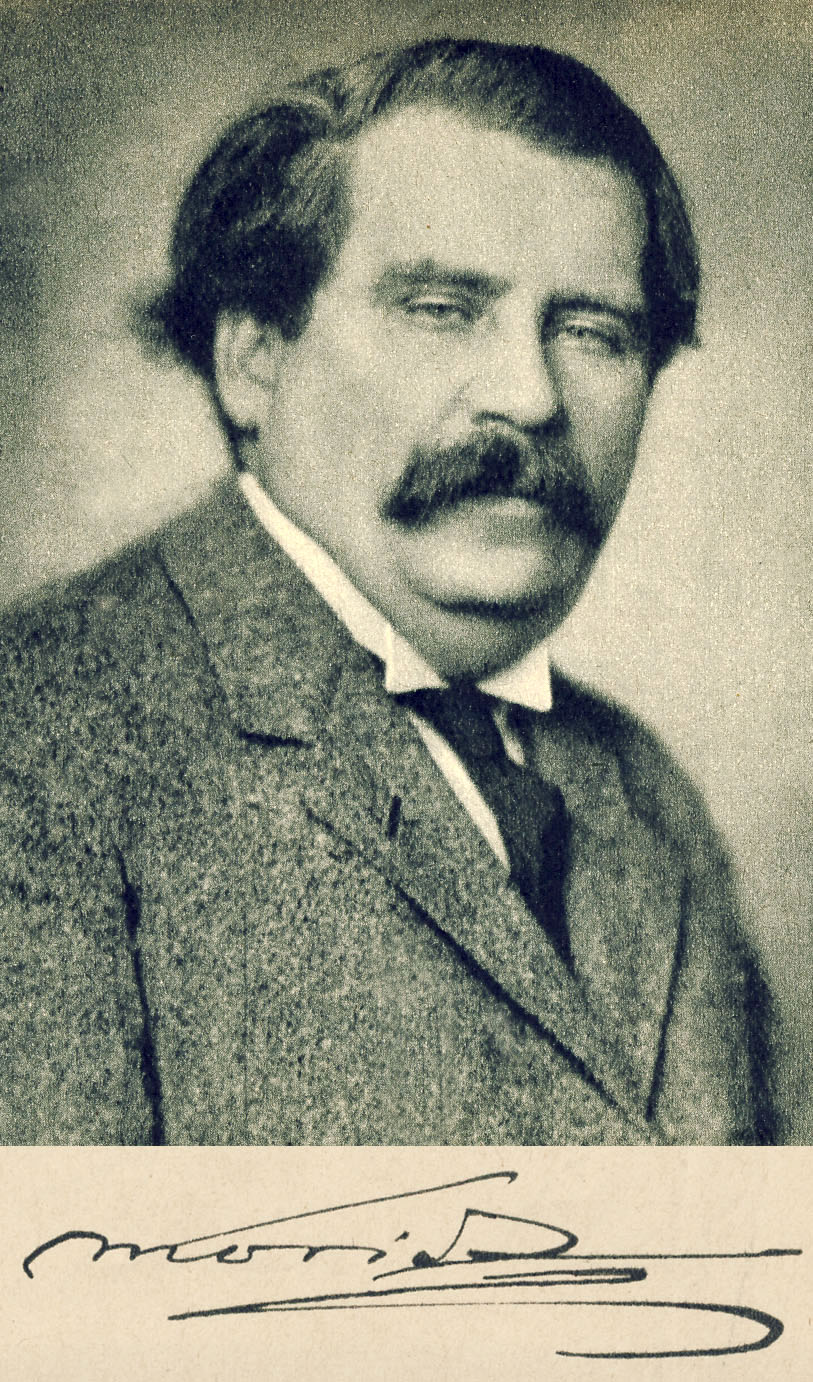
Móricz Zsigmond

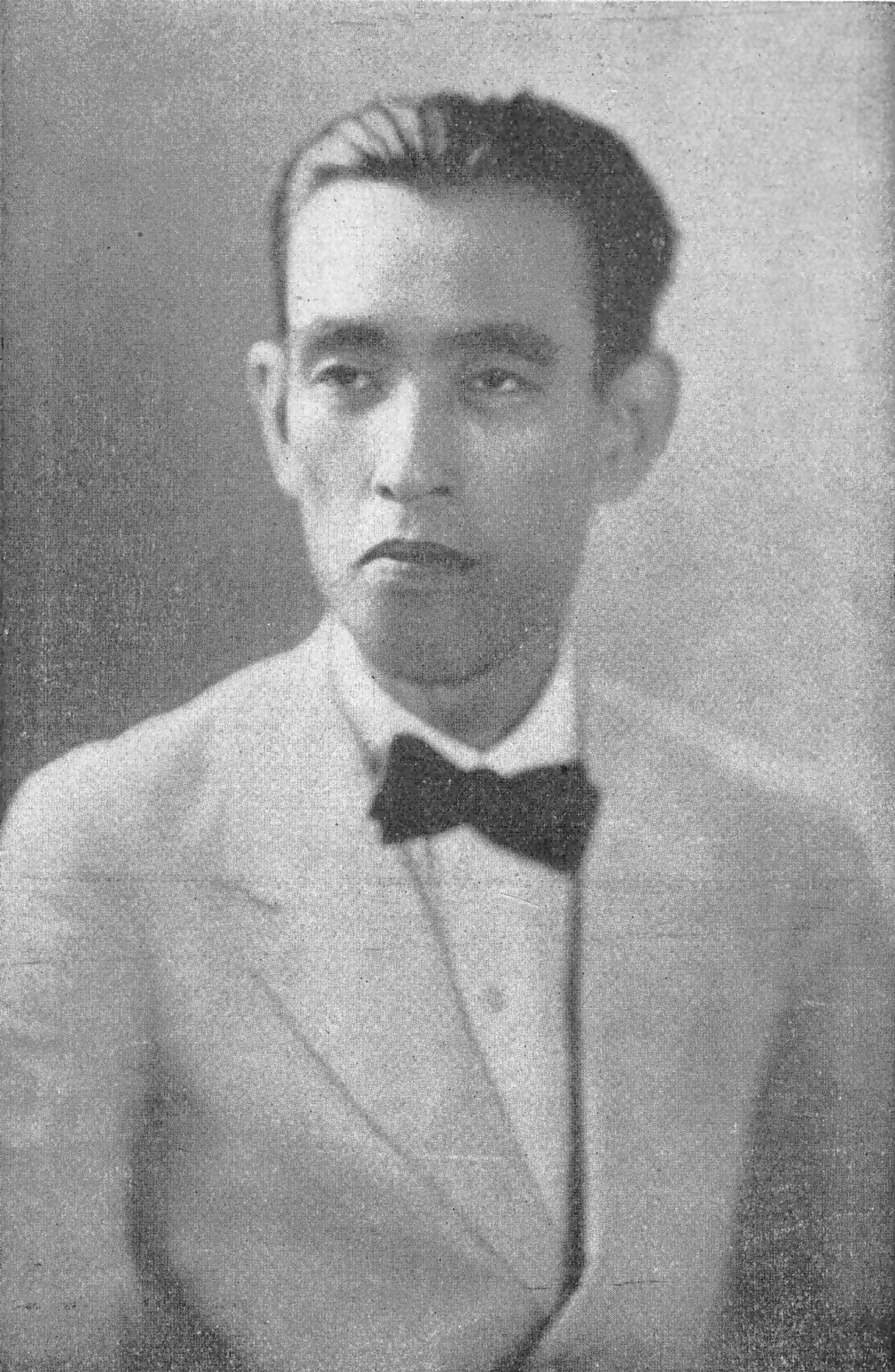
Nagai Kafú

### Dráma
- Henrik Ibsen drámája: Nóra (Et dukkehjem), megjelenés és bemutató Koppenhágában

Les Fourchambaults (1874, magyarul: A Fourchambault-család) szinművei

### Magyar nyelven
- Megjelenik Arany János Toldi-trilógiájának harmadik darabja, a Toldi szerelme
- Jókai Mór regényei:
  - Rab Ráby
  - Egy hírhedett kalandor a XVII. századból
- Szigligeti Ede darabja nyomtatásban: A lelenc. Népies színmű négy felvonásban. (A Nemzeti Színházban már 1863-tól játszották.)

## Születések
- január 1. – E. M. Forster angol regényíró, novella- és esszéíró († 1970)
- január 27. – Pavel Petrovics Bazsov orosz író, meseköltő, népmesegyűjtő († 1950)
- május 7. – Erdős Renée író, költő († 1956)
- június 10. – Szabó Dezső író, kritikus, publicista, a két világháború közötti magyar irodalom nagy hatású személyisége († 1945)
- június 29. – Móricz Zsigmond író, szerkesztő, a 20. századi realista prózairodalom kiemelkedő alakja († 1942)
- július 19. – Móra Ferenc író, muzeológus († 1934)
- június 25. – Tábori Kornél író, szerkesztő, műfordító († 1944)
- december 3. – Nagai Kafú japán prózaíró († 1959)
- december 21. – Kéky Lajos irodalom- és színháztörténész, esztéta († 1946)

## Halálozások
- február 21. – Vahot Imre magyar színműíró, lapszerkesztő (* 1820)
- május 7. – Charles De Coster belga író (* 1827)
- december 27. – William Hepworth Dixon angol történész, író, lapszerkesztő (* 1821)